# Ōsakasayama
Ōsakasayama (japanska: 大阪狭山市?, Ōsakasayama-shi) är en stad i Osaka prefektur i Japan. 1987 fick kommunen Sayama stadsrättigheter och bytte samtidigt namn till Ōsakasayama för att inte förväxlas med Sayama i Saitama prefektur.